# Mission Hall Sessions
Mission Hall Sessions är ett samlingsalbum utgivet av Bad Taste Records 2008. Samtliga låtar på skivan är inspelade 2004-2008 i Mission Hall Studios, ett gammalt missionshus i Skåne.
På skivan medverkar bland andra Christian Kjellvander, Andi Almqvist och Denison Witmer.

## Låtlista
1. "Kite Song" - Rosie Thomas
2. "Much Farther to Go" - Rosie Thomas
3. "Carry the Weight" - Denison Witmer
4. "Castle and Cathedral" - Denison Witmer
5. "Two Souls" - Christian Kjellvander
6. "If I Needed You" - Christian Kjellvander (Townes Van Zandt-cover)
7. "I Collect Knives" - Mattias Friberg
8. "White as Snow" - Mattias Friberg
9. "Watermark" - Anna Brönsted
10. "My Kinship" - Anna Brönsted
11. "When Their Horses Come Down" - Chris Mills
12. "Everything About the Heart" - Chris Mills
13. "The Chemist" - Joey Cape
14. "Weekend Trip to Hell" - Andi Almqvist
15. "Rain" - Andi Almqvist

## Mottagande
Skivan fick ett mediokert mottagande när den kom ut. Tidningen Sonic gav betyget 5/10 och kallade skivan ojämn, men menade även att några guldkorn fanns bland låtarna. Särskilt framhölls Christian Kjellvanders akustiska version av "Two Souls", som beskrevs som mycket bättre än den version som finns med på studioalbumet I Saw Her From Here/I Saw Here From Her.
Dagensskiva.com gav betyget 5/10 och framhöll Mattias Fribergs och Anna Brönsteds insatser som särskilt positiva.